# Laophonte brevifurca
Laophonte brevifurca är en kräftdjursart som beskrevs av Sars. Laophonte brevifurca ingår i släktet Laophonte och familjen Laophontidae. Inga underarter finns listade i Catalogue of Life.